# Campoli del Monte Taburno
Campoli del Monte Taburno es una localidad y comune italiana de 1.531 habitantes, ubicada en la provincia de Benevento, en la región de Campania. 

## Demografía
| Gráfica de evolución demográfica de Campoli del Monte Taburno entre 1861 y 2001 |
|                                                                                 |
| Fuente ISTAT - elaboración gráfica de Wikipedia                                 |